# Rudice (Morávia do Sul)
Rudice é uma comuna checa localizada na região de Morávia do Sul, distrito de Blansko.